# 红柳湾镇
红柳湾镇，是中华人民共和国甘肃省酒泉市阿克塞哈萨克族自治县下辖的一个乡镇级行政单位。

## 行政区划
红柳湾镇下辖以下地区：
团结社区、民主社区、金山社区、民族新村社区、加尔乌宗村和大坝图村。

## 交通
- 313国道过境。